# Théorème de Lagrange sur les groupes
Pour les articles homonymes, voir Théorème de Lagrange.

Si G est le groupe des entiers modulo 8, alors {0, 4} forme un sous-groupe H. Sur l'exemple, {0, 4} contient 2 éléments et 2 divise 8.

En mathématiques, le théorème de Lagrange sur les groupes énonce un résultat élémentaire fournissant des informations combinatoires sur les groupes finis. Le théorème doit son nom au mathématicien Joseph-Louis Lagrange. Il est parfois nommé théorème d'Euler-Lagrange car il généralise un théorème d'Euler sur les entiers.

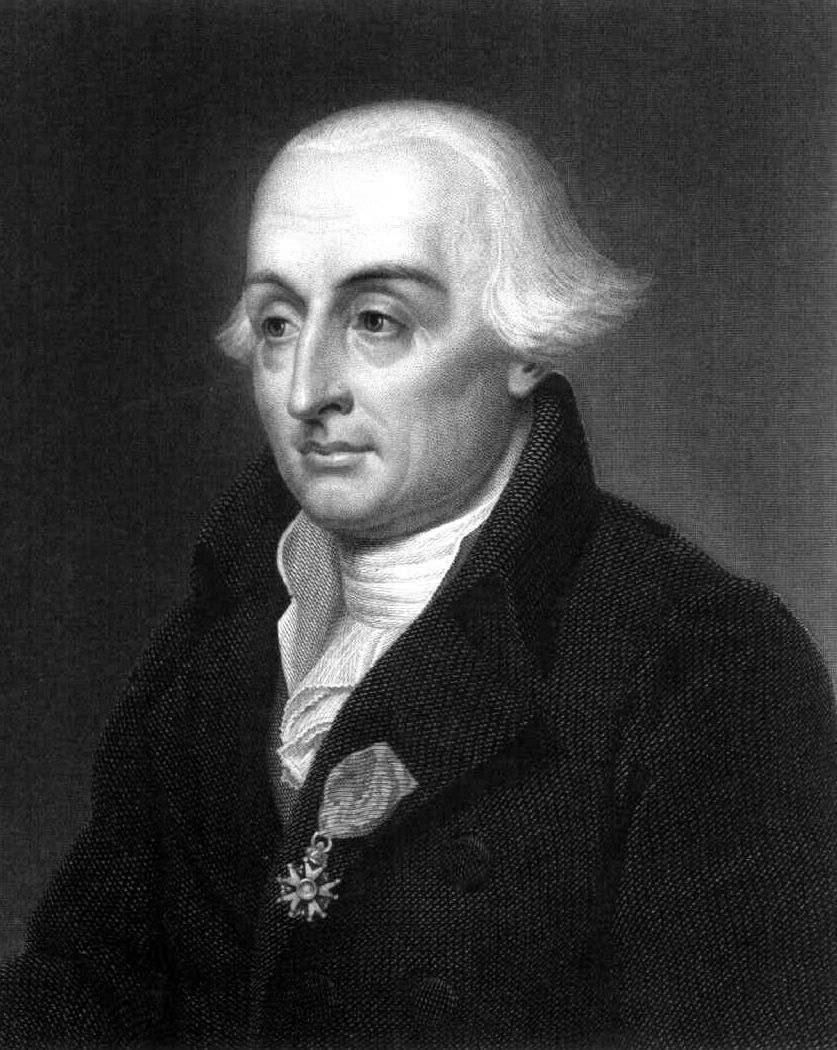
Joseph-Louis Lagrange (gravure, Robert Hart, 1830, d'après un buste de l'Académie des sciences).

## Énoncé
Théorème de Lagrange — Pour tout groupe fini G et tout sous-groupe H de G, l'ordre de H divise celui de G :

## Démonstration
Par définition, l'indice [G:H] de H dans G est le cardinal de l'ensemble G/H des classes à gauche suivant H des éléments de G. Or ces classes forment une partition de G et chacune d'entre elles a le même cardinal que H. Par le principe des bergers, on en déduit :
Remarquons que cette formule reste vraie quand les trois cardinaux qu'elle relie sont infinis, et qu'elle est un cas particulier de la formule des indices.

## Applications
- L'ordre d'un élément x d'un groupe fini peut se définir comme l'ordre du sous-groupe qu'il engendre. (C'est aussi le plus petit entier n > 0 vérifiant : xn = e.) Par le théorème de Lagrange, cet ordre divise l'ordre du groupe.
- Un groupe G d'ordre premier p est cyclique et simple. En effet, tout élément non neutre x de G est d'ordre strictement supérieur à 1 et par ce qui précède un diviseur de p. Comme p est premier, l'ordre de x est p ; autrement dit, x engendre un groupe cyclique d'ordre p, nécessairement égal à G.
- Ce théorème peut servir à démontrer le petit théorème de Fermat et sa généralisation, le théorème d'Euler.
- Notons G le groupe des démontages-remontages du cube de Rubik et Rub le sous-groupe de G correspondant aux mouvements admissibles (on ne "casse" pas le cube). Alors l'indice de Rub dans G est 12[1]. On obtient alors aisément que le nombre de configurations possibles du cube de Rubik est 43 252 003 274 489 856 000[2].

## Réciproques partielles
Un groupe fini G ne vérifie pas toujours la « réciproque du théorème de Lagrange », c'est-à-dire qu'il peut exister un diviseur d de |G| pour lequel G n'admet aucun sous-groupe d'ordre d. Le plus petit contre-exemple est le groupe alterné A4, qui est d'ordre 12 mais n'a pas de sous-groupe d'ordre 6 (car tout sous-groupe d'indice 2 contient les carrés du groupe, or dans A4 il y a 9 carrés).
Le théorème de Cauchy, les théorèmes de Sylow, le théorème démontré par Philip Hall sur les sous-groupes de Hall, forment des réciproques partielles au théorème de Lagrange.
Pour qu'un groupe fini vérifie la « réciproque du théorème de Lagrange », il est nécessaire qu'il soit résoluble (mais non suffisant : A4 est résoluble) et suffisant qu'il soit super-résoluble (mais non nécessaire : le groupe symétrique S4 n'est pas super-résoluble, puisqu'il admet S3 comme sous-groupe maximal d'indice non premier).
Un groupe fini G est nilpotent si et seulement s'il vérifie la « réciproque » forte suivante du théorème de Lagrange : pour tout diviseur d de |G|, G possède un sous-groupe normal d'ordre d.

## Historique
Le mathématicien français Joseph-Louis Lagrange a démontré que, par permutation des n indéterminées d'une expression polynomiale, le nombre d'expressions obtenues est un diviseur de n!. L'ensemble des permutations est vu aujourd'hui comme un groupe à n! éléments, agissant sur les polynômes à n variables. Le travail de Lagrange se réinterprète comme le calcul du cardinal d'une orbite de cette action : il apparait ainsi comme précurseur de l'émergence de la notion de groupe, dont la définition formelle n'a été donnée qu'à la fin du XIXe siècle.